# ジョージア (小惑星)
ジョージア (359 Georgia) は、小惑星帯にある典型的な小惑星で、M型小惑星に分類される。
1893年3月10日にオーギュスト・シャルロワがニースで発見し、イギリス国王ジョージ2世にちなんで名づけられた。